# Ascopariidae
Ascopariidae är en familj av plattmaskar. Enligt Catalogue of Life ingår Ascopariidae i klassen Nemertodermatida, fylumet plattmaskar och riket djur, men enligt Dyntaxa är tillhörigheten istället fylumet plattmaskar och riket djur. Enligt Catalogue of Life omfattar familjen Ascopariidae 3 arter. 
Kladogram enligt Catalogue of Life och Dyntaxa:
| Ascopariidae | \| \| Ascoparia \| \| \| \| \| \| Flagellophora \| \| \| \| |
|              | \| \| Ascoparia \| \| \| \| \| \| Flagellophora \| \| \| \| |
|              | Nemertodermatidae                                           |
|              |                                                             |
|              | Ascoparia                                                   |
|              |                                                             |
|              | Flagellophora                                               |
|              |                                                             |

|  | Ascoparia     |
|  |               |
|  | Flagellophora |
|  |               |